# Muralla del Kremlin
La muralla del Kremlin es una muralla defensiva que rodea el Kremlin de Moscú, reconocible por sus características almenas y torres. Las murallas originales eran probablemente una simple valla de madera con torres de vigilancia construida en 1156. Fue erigida sobre la muralla de piedra blanca de Dmitri Donskói, entre 1485-1516 por los artesanos Fryazhsky.
Su longitud es de 2 235 metros, su espesor de 3,5 a 5,5 metros, y su altura desde el suelo hasta las almenas es de 5 a 19 metros. A lo largo del perímetro la muralla forma un triángulo irregular. Como muchas catedrales del Kremlin, fueron construidas por arquitectos italianos.
Su parte superior está decorada con merlones en forma de cola de milano, de hasta dos metros de ancho, de 65 a 72 cm de grosor y de 2 a 2,5 metros de altura; realizados al estilo italiano del siglo XV. Existen un total de 1.044 a lo largo de la parte superior de la muralla.
En el siglo X, para proteger el primitivo asentamiento de Moscú, se erigieron murallas y fosos. En el siglo XII se crearon fortificaciones en forma de muros de madera. En el siglo XIV, bajo Dmitri Donskói, se inició la construcción de muros de piedra blanca. La fortaleza de ladrillo rojo del Kremlin fue construida a finales del siglo XV.

## Historia

### Muralla de tierra y madera

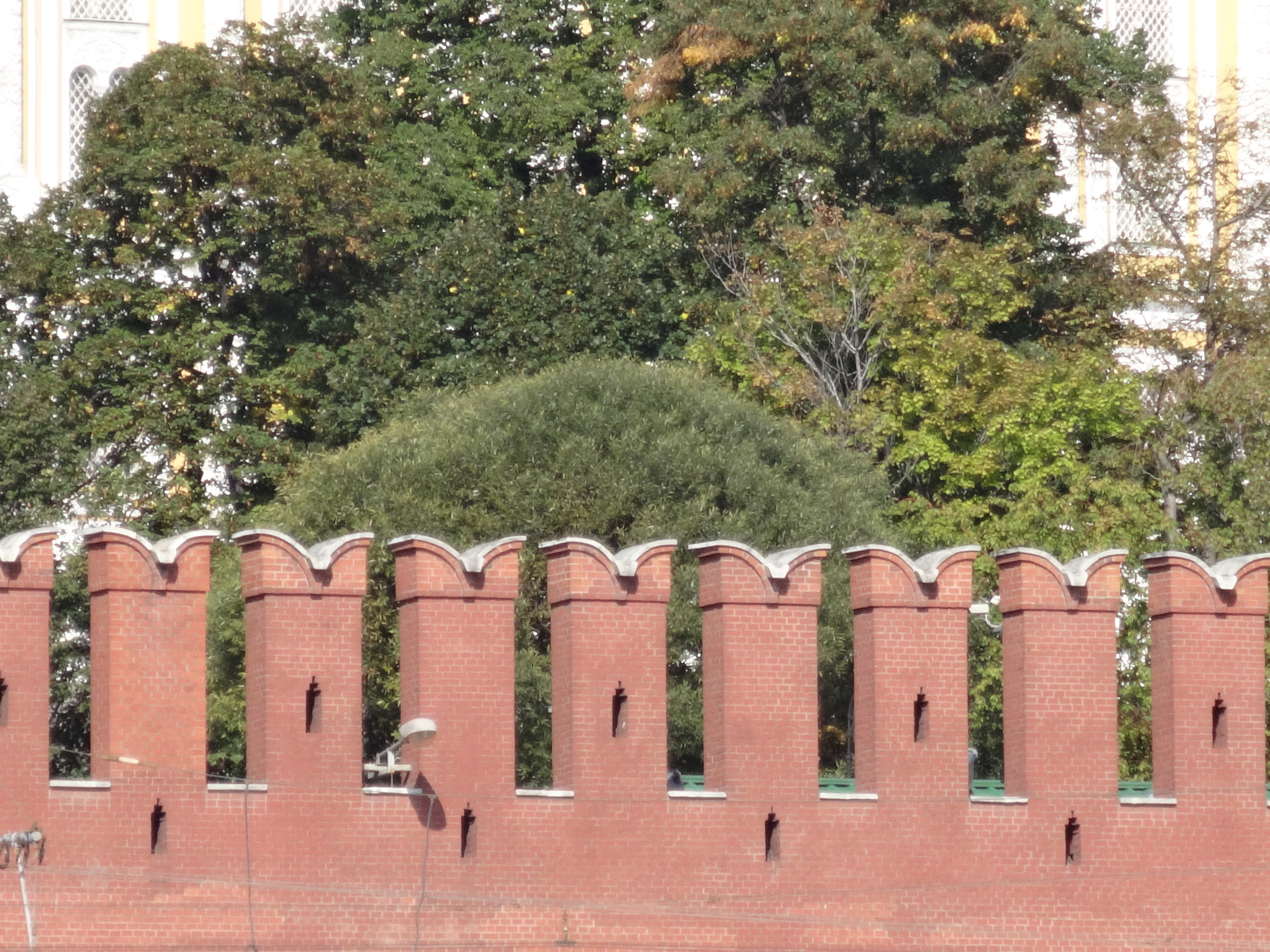
Merlones en el muro del Kremlin, 2014

#### Siglos X-XI
La primera mención de Moscú de la que se tiene constancia es de la crónica de 1147, en relación con la invitación del príncipe Sviatoslav Ólgovich a una fiesta con el príncipe de Súzdal Yuri Dolgoruki.
En ese momento, Moskova ya era un gran pueblo, patrimonio del príncipe Dolgoruki, aunque los historiadores sugieren que el asentamiento en sí existió desde finales del siglo IX o principios del X. Durante esta época, se utilizaron bermas, taludes y murallas de tierra para fortificar y proteger los asentamientos. Alrededor de estos se construyó un terraplén, cuyo terreno se tomó del exterior, creando al mismo tiempo una muralla y un foso. Así, los restos de la muralla de la fortaleza de mediados del siglo XII fueron descubiertos en 1956-1960 durante la construcción del Palacio Estatal del Kremlin a lo largo del margen izquierdo del río Neglinnaya. Las excavaciones han demostrado que la ciudad estaba rodeada por una muralla de unos cuarenta metros de base y hasta ocho metros de altura.

### Siglos XII-XIII
La colina Borovitsky en el centro de la capital recibió su nombre porque estaba cubierta por un denso bosque de coníferas, por lo que proporcionó material de construcción a los habitantes del asentamiento original de Moscú: no solo podían erigir murallas, sino también instalar cercas o empalizadas o ostrogs. La conveniente ubicación del asentamiento (una pendiente pronunciada hacia el río Moscova y un acantilado inaccesible sobre el río Neglinnaya) creó todas las condiciones para la fortificación. Se supone que el asentamiento estuvo rodeado por una muralla y un fuerte a lo largo de ella, y que las primeras murallas de madera de la ciudad consistían en casas de troncos separadas, una al lado de otra.
En 1156 se construyeron mejores fortificaciones en forma de muralla alrededor del asentamiento, y el príncipe Yuri Dolgoruki fundó la ciudad de Moscú.
El gorodnya se hizo tan largo como lo permitía la altura de los árboles, y el ancho se creó teniendo en cuenta la colocación de los arqueros en la pared o sobre ella.
Un inconveniente importante de las construcciones madera es su inflamabilidad. En 1177, durante otro conflicto civil entre los príncipes, la ciudad fue incendiada. Después de una cuidadosa restauración de las murallas, en 1209 Moscú repelió los ataques de los príncipes de Riazán y durante 1238 contuvo el asedio de las tropas de Batú Kan, aunque finalmente la ciudad no resistió y fue nuevamente quemada, y sus habitantes fueron asesinados. Durante varias décadas después de tal devastación, las murallas no brindaron una protección seria; en 1293, la ciudad fue capturada por el ejército de Dudenev.
Hacia 1300, el príncipe Daniel de Moscú rodeó la muralla con un bosque de pinos, nueva muralla que llamó primero Detinets, luego Kremnik y más tarde Kremlin; que existió hasta el incendio de 1331. Estos muros protegieron Moscú de los ataques del príncipe Miguel de Tver en 1305 y 1307. En 1328, Iván I de Rusia convirtió la ciudad en la capital gran ducado y diez años más tarde ordenó la creación de una nueva fortaleza. Para mejorar la fortaleza, se utilizaron exclusivamente robles gruesos con un diámetro de unos 70 centímetros. El Kremlin fue construido en un invierno y se expandió significativamente hacia el este, lo que indica una organización de construcción hábil y cuidadosa. En ocasiones, los arqueólogos encuentran robles casi petrificados y troncos carbonizados que formaban parte del muro. A dos metros de la moderna muralla del Kremlin, frente a la calle Neglinnaya, se encontraron los restos de una muralla hecha de troncos de roble medio deteriorados, de unos 15 metros de largo.  
La gran ciudad de los robles de Iván I estaba equipada con una gran cantidad de torres, que estaban ubicadas entre sí a la distancia de vuelo de una flecha, lo que ayudaba a proteger las paredes laterales de los enemigos que trepaban a ellas. El alargamiento de las nuevas murallas supuso un aumento del número de torres. Por este motivo, las antiguas torres de las esquinas (actualmente Troitskaya y Tainitskaya) se convirtieron en puertas de paso y se construyeron nuevas torres de esquina más al norte y al este. En aquellos años, la parte noroeste del Kremlin llegaba hasta el lugar donde actualmente se encuentra la Gruta Italiana del Jardín de Alejandro, el lado sur llegaba a la iglesia de Constantino y Elena, y el lado este discurría por las calles Nikitskaya y Ordynka. El camino de Nikitskaya conducía a Volokolamsk, y Ordynka se dirigía hacia la Horda de Oro. 

### Muralla de piedra

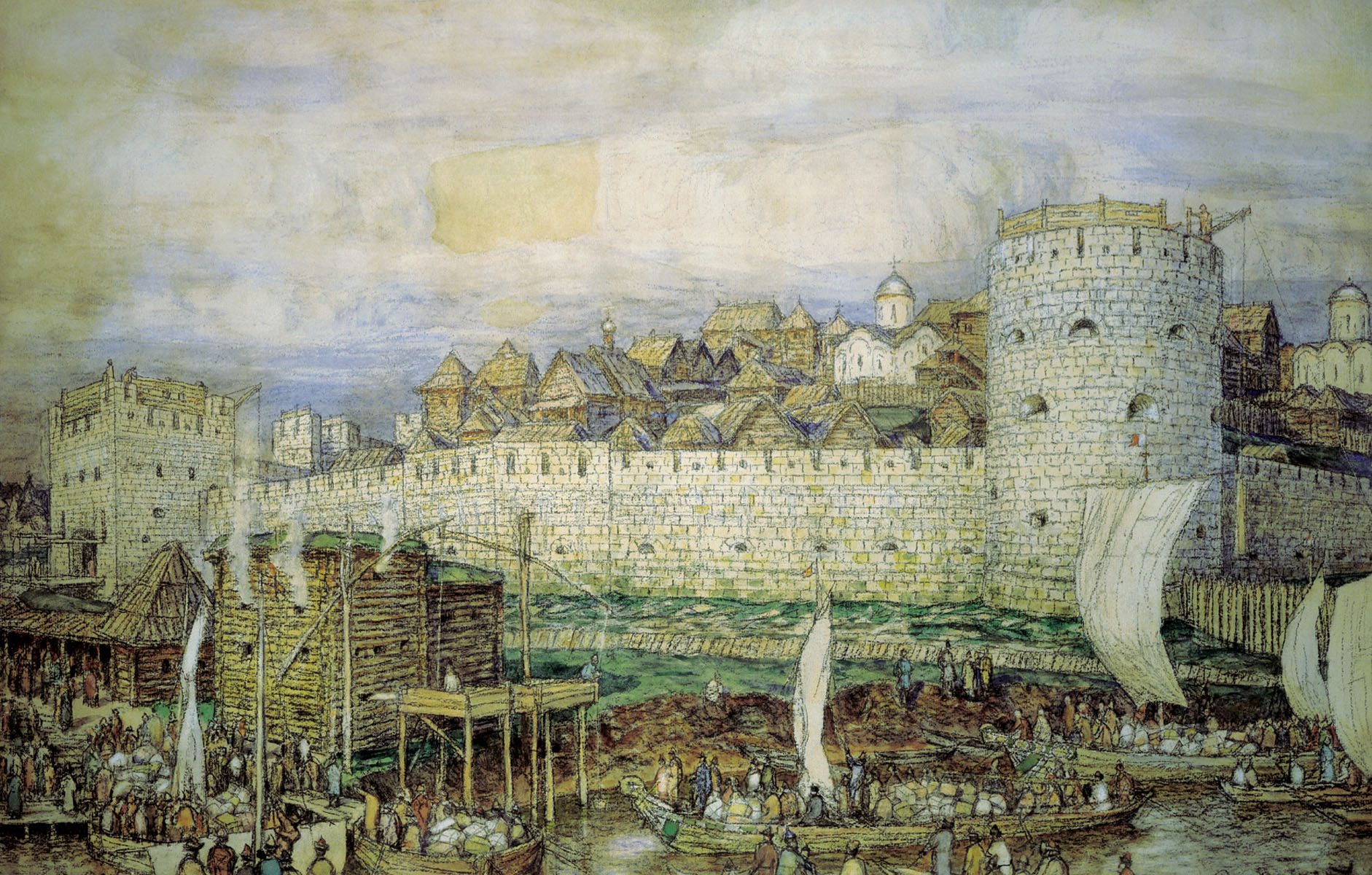
A. M. Vasnetsov, «Vista probable del Kremlin de piedra blanca de Dmitry Donskói. Finales del siglo XIV», 1922. Papel sobre cartulina, acuarela, carboncillo. 51×80. Museo de Moscú, Moscú.

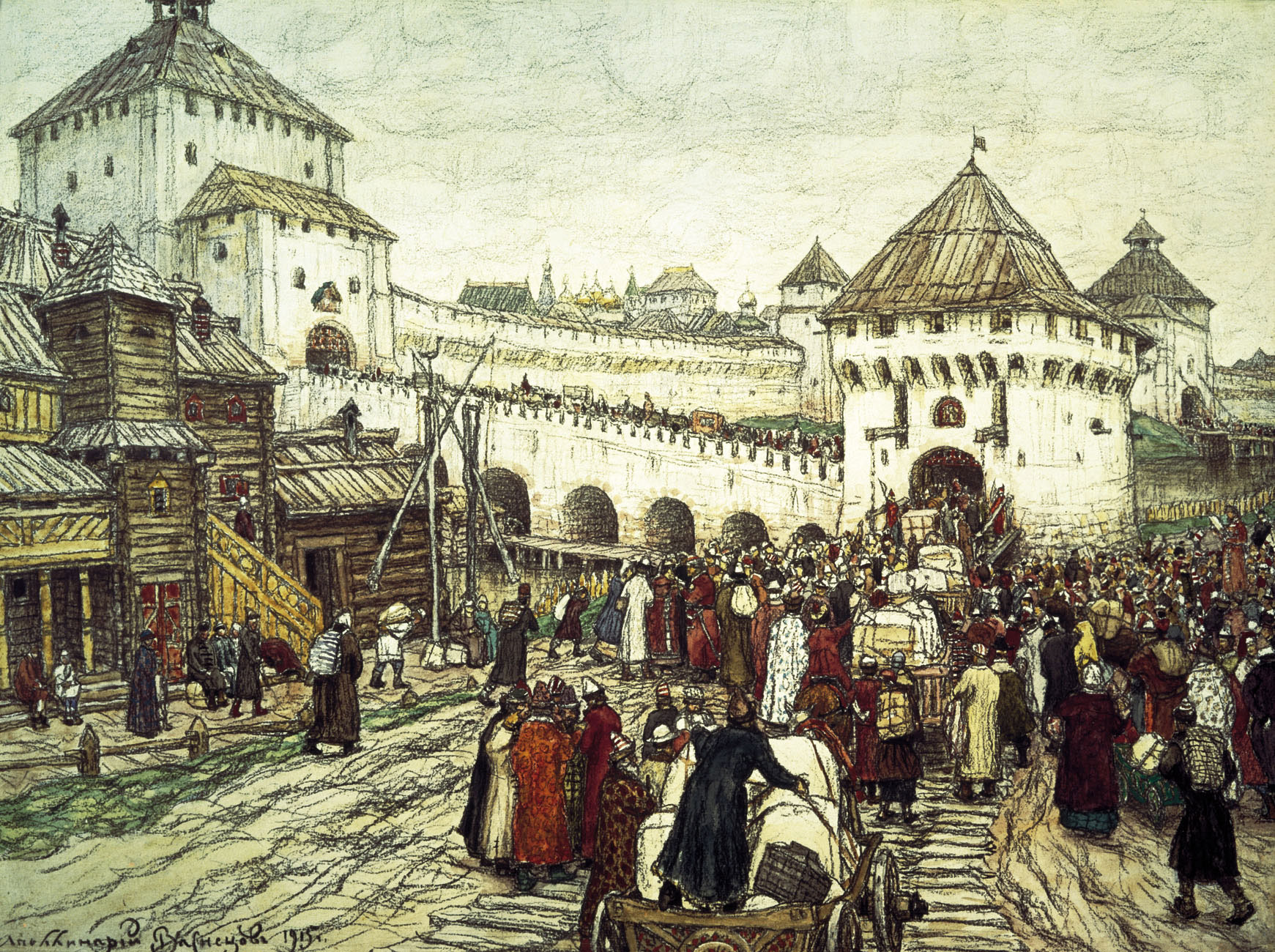
A. M. Vasnetsov, «A un asiento de sitio. Puente de la Trinidad y Torre Kutafya», 1915. Papel sobre cartulina, acuarela, carboncillo. 50×68. Colección privada.

#### SigloXIV
Las murallas de madera aún no eran capaces de resistir los frecuentes incendios. Después del catastrófico incendio de Todos los Santos de 1365, durante el cual el Kremlin, Posad y Zarechye resultaron dañados, los moscovitas decidieron construir una ciudad de piedra.    La fragilidad del muro de madera y su frecuente destrucción por incendios llevaron a que el príncipe Dmitri Donskói decidiera rodear el Kremlin con una muralla de piedra. La construcción fue extremadamente importante y requirió grandes gastos, lo que requirió el consentimiento del príncipe copropietario Vladímir el Valiente y de los boyardos más antiguos. Para su construcción se convocó a artesanos de la piedra de toda Rusia.  La piedra caliza blanca fue llevada a Moscú desde las canteras Myachkovsky a lo largo del río Moscova, a una distancia de 50 verstas (unos 75 kilómetros). En las canteras, el material se procesaba de forma tosca y se realizaban ajustes en el lugar de construcción de los muros. El peso total de la piedra caliza traída superó las 112 mil toneladas: si los carros con piedra caliza se colocaran en fila, el convoy se extendería a lo largo de 1035 kilómetros. A lo largo del trazado de la futura ciudad se cavaron fosos para la cimentación de murallas y torres, con una longitud total de unos 2 kilómetros. Esta construcción se convirtió en la más grande en ese momento en la historia de Rusia. El Kremlin se amplió tanto que los muros de roble quedaron dentro de la ciudad de piedra. Los historiadores han estimado que al menos 2 mil personas trabajaron simultáneamente en la construcción. 
Según los arqueólogos, en primer lugar, se erigieron las torres y aquellas partes de la muralla en las que el peligro de un asalto era mayor. Las fortificaciones se complementaron con una zanja desde Neglinnaya hasta el río Moscova. En la primavera de 1367 comenzó la construcción de los muros de piedra y finalizó en un año. Inicialmente, los muros de piedra eran de bajo tamaño y su la construcción llevó muchos años.  El Kremlin de piedra blanca tenía armas modernas para aquella época. En sus murallas y torres se alzaron los primeros cañones rusos. Para la defensa, se aumentó el número de armas y máquinas arrojadizas, cuyo poder correspondía a la fuerza de las fortificaciones.
La primera fortaleza de piedra en el territorio de Moscú recibió el nombre de Kremlin de Moscú de Piedra Blanca. Su aparición permitió al Principado de Moscú seguir una política más independiente y agresiva. A partir de ese momento, el nombre Moscú de Piedra Blanca apareció en las crónicas, y su importancia militar quedó determinada en 1368 durante el ataque del príncipe lituano Algirdas. La fortaleza resistió varios ataques enemigos y nunca fue tomada. El príncipe no logró destruir la ciudad y se limitó a quemar posads, edificios construidos fuera de los muros del Kremlin, robando y matando a sus habitantes. Su intento de tomar la ciudad en 1370 tampoco tuvo éxito.  
Tras asegur su retaguardia, Dmitri Ivanovich comenzó a agravar las relaciones con la Horda. En 1382 la ciudad se defendió del ejército de Toqtamish y cayó sólo a causa de la traición de los príncipes de Súzdal.  Después de la partida de Toqtamish, las fortificaciones fueron rápidamente restauradas. 

### SigloXV

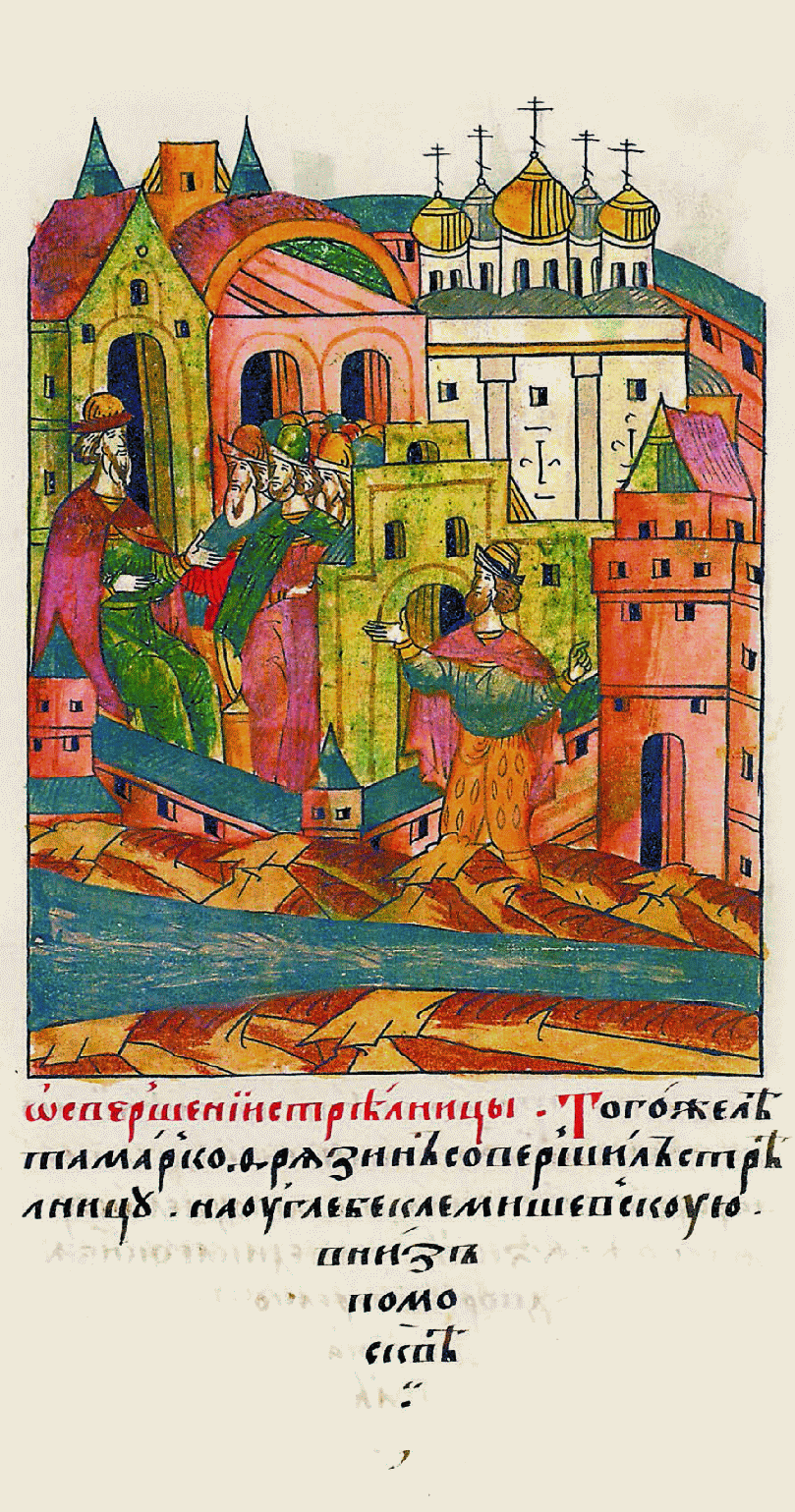
Construcción de Strelnitsa en 1487 por Anton Fryazin. Crónica Ilustrada de Iván el Terrible. Sh-408 aproximadamente.

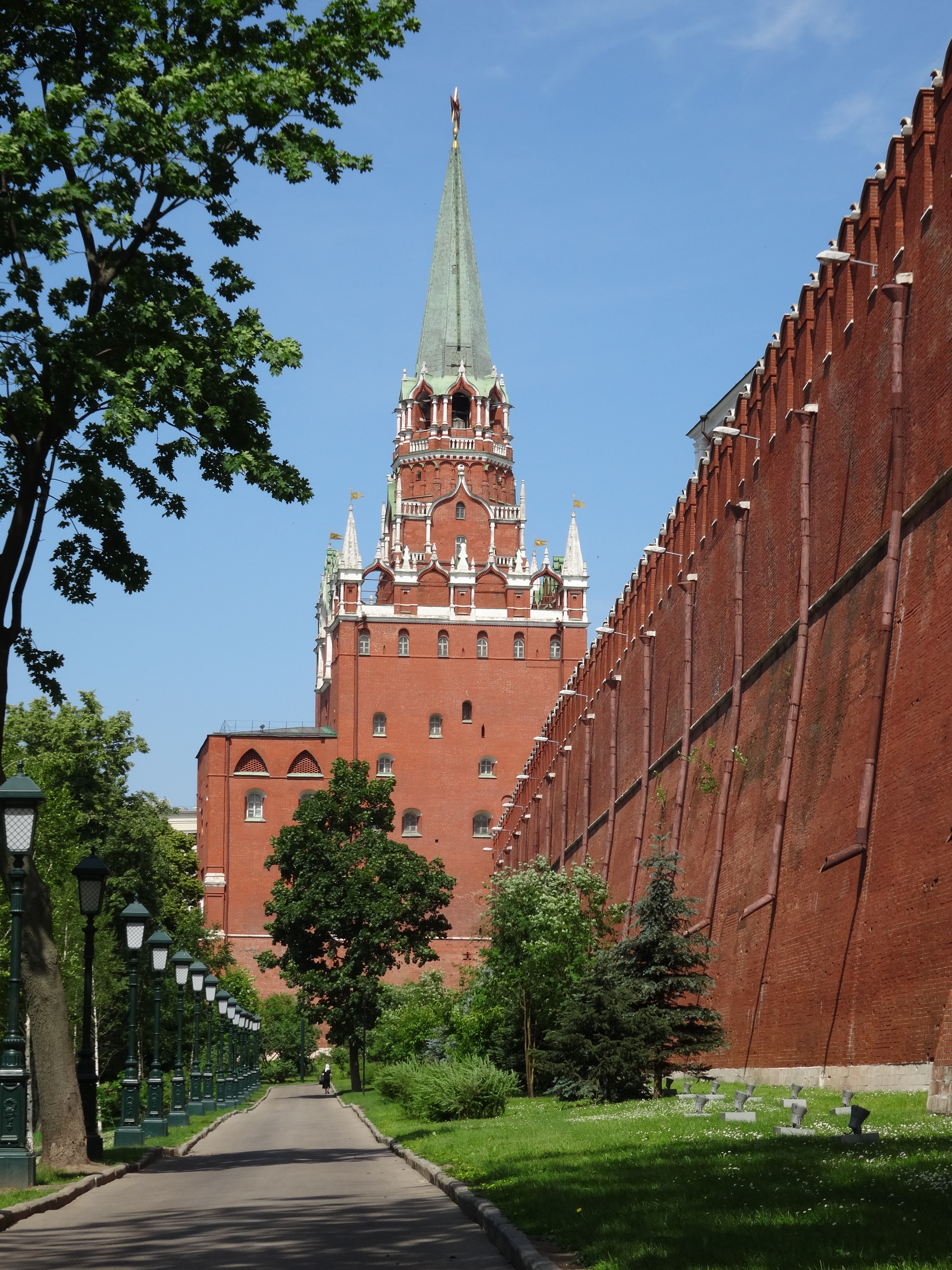
Muro del Kremlin y Puerta de la Trinidad, 2014

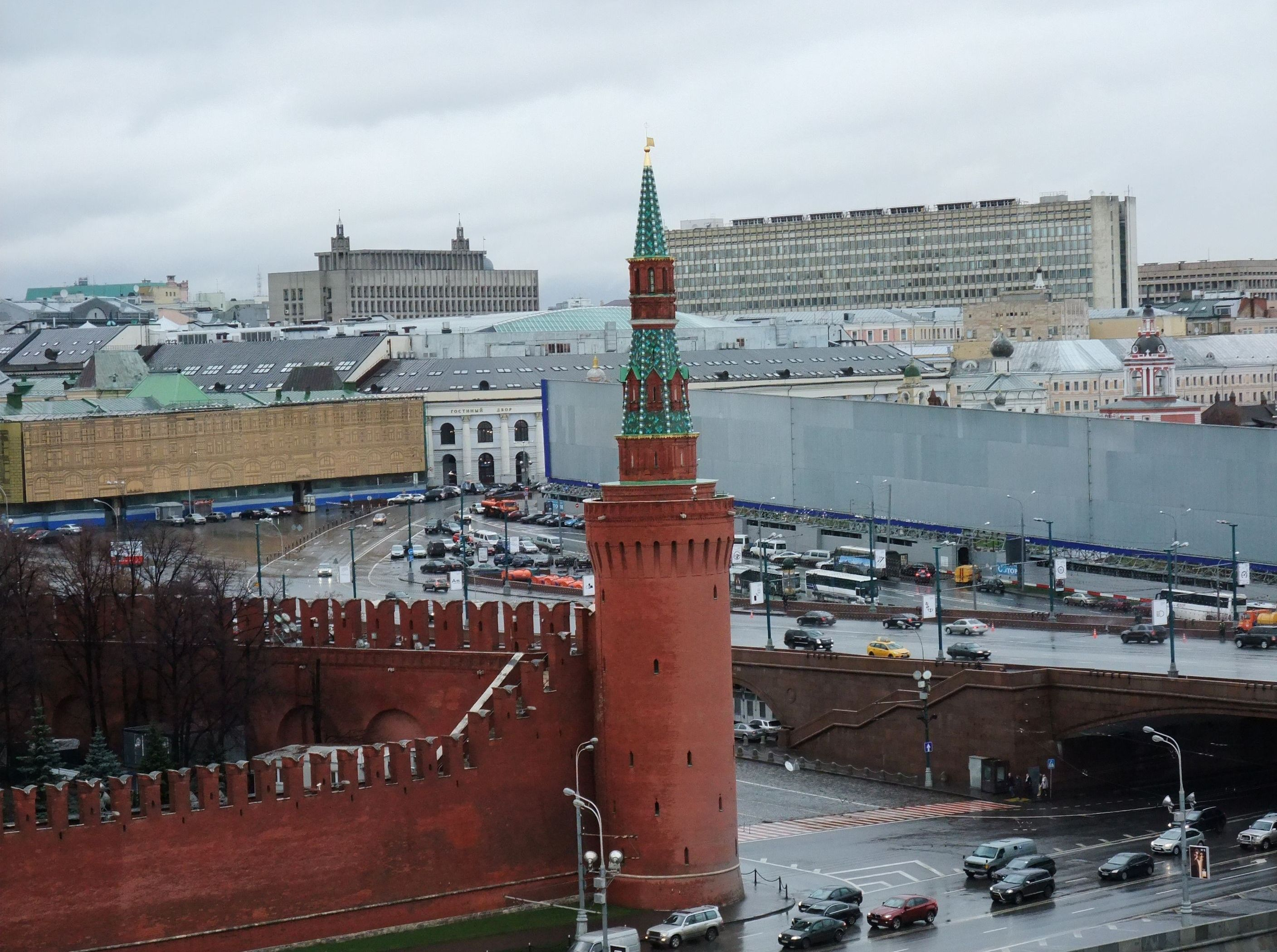
Vista de la Torre Beklemishevskaya desde el campanario de la Iglesia de Santa Sofía, 2015

Al estar bajo la protección de los muros del Kremlin, Moscú se expandió gradualmente y se construyeron nuevos suburbios a su alrededor. Ya en 1409, el temnik de la Horda Dorada, Edigéi, no se atrevió a acercarse a las fortificaciones. Las incursiones del Kan Ulugh Muhammad en 1439 tampoco tuvieron éxito. La muralla también resistió el terremoto de 1445.
Aunque con el paso del tiempo la piedra caliza se degradaba gradualmente, y en las partes dañadas se colocaron parches de madera en lugar de los muros de piedra; en 1451, durante un ataque, las tropas del príncipe de la Horda Mazovsha intentaron ingresar a la ciudad a través de ellos.  Las crónicas del siglo XV contienen numerosas referencias a trabajos de restauración. En 1462, V. D. Ermolin llevó a cabo reparaciones en las murallas desde Sviblova Strelnitsa hasta la Puerta Borovitsky.
El Kremlin de piedra blanca estuvo en pie durante más de cien años y durante el reinado de Iván III de Rusia estaba completamente en ruinas. En 1475, el italiano Contarini escribió sobre su estancia en Moscú:
{{Multimedia externa|topic=Маскировка Кремля во время ВОВ|width=270|imagen1=Московский кремль, маскировка в 1941 году A mediados del siglo XV, Iván III conquistó Veliki Nóvgorod y se convirtió en el gobernante soberano del norte de Rusia, y tras su matrimonio con Sofía Paleólogo fue el heredero de los emperadores bizantinos. El estado de las murallas ya no entraba a su poder.
Los cimientos de los muros y torres resultaron ser de alta calidad, así que se pudieron seguir utilizando: los muros de ladrillo se mantienen sobre estos cimientos hasta el día de hoy. Las investigaciones de los arqueólogos han demostrado que los cimientos estaban hechos de piedra blanca y en algunos lugares se utilizaron los muros del Kremlin de la época de Dmitri Donskói. 
Iván III derribó las ruinosas murallas y las reemplazó con fortificaciones que tuvieron en cuenta nuevas formas de defensa, así como la invención de la pólvora y las armas de fuego. Para su reconstrucción, Iván III invitó a Moscú a los mejores ingenieros europeos, y en la creación de las nuevas fortificaciones participaron el especialista en arquitectura militar Aristóteles Fioravanti y los arquitectos experimentados Anton Fryazin, Mark Fryazin y Pietro Antonio Solari. Para la construcción a gran escala, Anton Fryazin y Mark Fryazin, nativos de Milán, organizaron la producción de un nuevo material de construcción, el ladrillo,nunca usado con anterioridad en Rusia.
La construcción de nuevas fortificaciones comenzó en 1485; la construcción del Kremlin tardó más de diez años: fue el proyecto de construcción más ambicioso del siglo XV en Rusia. La longitud del nuevo muro era de 2235 metros. 
Debajo de la Torre Tainitskaya se cavó un pozo y un pasaje secreto al río Moscova para abastecer de agua a la gente del pueblo durante el asedio. Después de esto, la construcción se detuvo durante dos años y continuó el 21 de marzo de 1487, cuando Anton Fryazin «colocó la esquina de un arquero redondo llamado Beklemisheva».
Primero se construyó el muro sur que da al río Mocova. Era un lugar conveniente para el comercio y el transporte de mercancías desde gabarras, pero Iván III prohibió tanto el comercio como la construcción en este lugar. Según esta tradición, no se construyó nada detrás del muro sur, gracias a lo cual se podía ver el Kremlin desde Moscú; el río se ha conservado hasta el día de hoy. 
Después de reforzar el lado sur, se inició el cierre de la muralla simultáneamente desde el este y el oeste. El muro sur tiene la misma altura, pero en la esquina de la torre Beklemishevskaya se eleva bruscamente, porque la parte noreste del muro es más alta que la sur. 
En 1490, «[Fryazin] erigió dos arqueros, uno en la Puerta Borovitsky y el otro sobre la Puerta Konstantinoleninsky, y construyó un muro desde el Arquero Sviblovsky hasta la Puerta Borovitsky». 
La construcción continuó sin interrupción. En el lugar donde se instaló el nuevo muro, fue necesario limpiar a fondo el terreno del lado Neglinnaya, lo que requirió trabajos complejos relacionados con las estructuras hidráulicas . Los ingenieros tuvieron que mover casas, iglesias y monasterios que interferían con la construcción de muros. Esto fue una violación directa de las leyes y afectó los intereses materiales de los antiguos propietarios de estos lugares, pero la voluntad de Iván III fue inflexible.
Simultáneamente con la construcción del Palacio de las Facetas y la renovación de las iglesias del Kremlin, se desmantelaron los muros y torres de piedra blanca y se erigieron otros nuevos en su lugar. Utilizaron grandes ladrillos cocidos que pesaban hasta 8 kilogramos (30x14x17 cm o 31x15x9 cm). Las paredes no eran enteramente de ladrillo: a partir de ellas se construyó un marco de 110 a 115 cm de profundidad y se rellenó con escombros de piedra blanca y cal. Luego se colocaron cuatro hileras de ladrillos encima del relleno y se construyó un nuevo marco para la piedra. El espesor total de las nuevas murallas del Kremlin oscilaba entre 3,5 y 4,5 m, y la altura, excluidas las almenas, oscilaba entre 5 y 19 metros. Era posible conducir carros a lo largo de los anchos muros.
El Kremlin de Ivanovo recibió los contornos modernos de un triángulo irregular, y las murallas y torres han sobrevivido hasta el día de hoy con cambios menores.  Para construirlos se necesitaron unas 300 mil toneladas de ladrillos y, teniendo en cuenta su tamaño, el número de ladrillos era de unos 100 millones de piezas.
Durante la restauración de los muros y torres entre 1946 y 1950 y entre 1974 y 1978, se descubrieron bloques de piedra blanca utilizados como relleno en el interior de la parte inferior de la mampostería y los cimientos. Presumiblemente, se trata de los restos de los muros de piedra blanca del Kremlin de la época de Dmitri Donskói. 
Los muros de ladrillo se colocaron siguiendo la línea de los de piedra blanca, con un ligero saliente hacia el exterior. Para no dejar la ciudad sin fortaleza, los constructores desmantelaron una determinada sección del muro de piedra blanca y rápidamente erigieron uno nuevo. El territorio del Kremlin se amplió hacia el este desde la Torre Spasskaya.  En la base de los muros internos, se hicieron troneras para disparar al enemigo con piezas de artillería pesada. Elevaron las murallas a través de las torres Spasskaya, Nabatnaya, Konstantino-Eleninskaya, Troitskaya, Borovitskaya, Blagoveshchenskaya y Petrovskaya. En tiempos de guerra, también se utilizaban escaleras de madera para levantar objetos. Hasta el siglo XVIII existían pasajes libres cerca de los muros internos; posteriormente fueron parcialmente reconstruidos. 
Se instalaron torres avanzadas adicionales frente a las torres Troitskaya, Konstantino-Eleninskaya y Tainitskaya, su número se incrementó a veintidós: una torre tenía una puerta, el resto eran externas. Sólo la Torre Kutafya en la Puerta de la Trinidad ha sobrevivido hasta nuestros días. 
En el exterior, los muros estaban revestidos con almenas de 2 a 2,5 metros de alto y 65-70 cm de espesor, y en el interior se construyó un muro defensivo a la altura del pecho, lo que permitió bombardear el territorio del Kremlin en caso de su captura.  La forma de las torres y la terminación de la muralla en forma de almenas recuerdan al castillo Scaliger de Verona y al castillo Sforzesco de Milán, pero se diferencian de los italianos en que no sólo tienen un carácter decorativo, sino también defensivo, ya que durante los combates, los arqueros cerraban los espacios entre las almenas con escudos de madera y disparaban a través de estrechas aspilleras en forma de rendijas.  Los muros más altos se erigieron a lo largo de la Plaza Roja, donde no había ninguna barrera natural de agua.
Las fortificaciones del Kremlin del siglo XV continuaron sin modificaciones notables hasta principios del siglo XVII.
En 1508, en el territorio de la Plaza Roja se cavó una zanja Alevizov de 36 metros de ancho y 8 metros de profundidad, revestida con ladrillo y piedra. El agua entraba desde el río Neglinnaya  con parapetos de ladrillo con almenas, lo mismo que en las paredes. Casi bajo todo el Kremlin se construyeron pasajes subterráneos con cámaras de almacenamiento y suministro de agua desde el río  . Cavaron zanjas entre las torres Spasskaya y Nikolskaya y construyeron puentes de piedra para atravesar las puertas  . Tras la finalización del foso en 1516, el Kremlin se convirtió en una fortaleza inexpugnable, rodeada de agua y aislada de la ciudad que en ese momento había crecido.
Después de 20 años, la muralla de Kitai-Gorod se añadió a la muralla del Kremlin  . Al principio había un pasaje en las paredes, pero poco a poco se fue tapando con escombros de construcción. Hasta el día de hoy se conserva un tramo del pasaje entre las torres Konstantino-Eleninskaya y Nabatnaya. En las murallas se crearon escondites y pasajes bajo las murallas, que a veces se extendían mucho más allá de la línea de fortificaciones. 
La muralla de la época de Iván el Terrible era un lugar misterioso gracias a sus múltiples pasillos y estancias secretas. Los investigadores han encontrado unos muy pequeños en los que una persona sólo puede sentarse.  La última vez que alguien intentó entrar en las mazmorras bajo la Torre Spasskaya fue a principios del siglo XVIII, durante la época de la emperatriz Anna Ioannovna . Los inventarios mencionan que en los calabozos se cae mampostería y están cubiertos de arena. 

### SigloXVII
En el siglo XVII, las fronteras del estado se expandieron lejos de Moscú y el Kremlin ya no se vio amenazado por un ataque sorpresa. Decidieron decorar la fortaleza, que había perdido su importancia defensiva, con carpas decorativas sobre las torres. En 1621, Christopher Galovey, un relojero de Inglaterra, fue aceptado en el servicio real. Bajo su liderazgo, los herreros y relojeros, los campesinos Zhdan, su hijo y su nieto, fabricaron relojes, y el fundidor Kirill Samoilov les hizo trece campanas. Bajo el liderazgo de Sazhen Ogurtsov, los artesanos erigieron una carpa sobre el antiguo cuadrilátero de la torre Spasskaya e instalaron un reloj en él. Al año siguiente, el reloj se quemó en un incendio y, en 1625, Galovey hizo uno nuevo para reemplazarlo. El reloj azul estaba orientado a ambos lados de la torre; su diámetro era de unos 5 metros y su peso era de 3.400 kilogramos. Las manecillas del reloj se detuvieron y la esfera giró. El mecanismo del reloj y las campanas se colocaron en una nueva superestructura, que elevó la tienda a 71 metros del suelo: la Torre Spasskaya tiene diez pisos, y tres de ellos están reservados para el mecanismo del reloj. Según sus contemporáneos, era “...un maravilloso reloj de hierro de ciudad, famoso en todo el mundo por su belleza y diseño y por el sonido de su gran campana, que se escuchaba... a más de 10 millas”.
El reloj de Galovey funcionó hasta principios del siglo XVIII. Además, la torre Spasskaya estaba decorada con pirámides de piedra blanca y figuras de leones y osos. Y después de 60 años, otras torres fueron decoradas con carpas de ladrillo, techos de tejas y veletas doradas. La torre de la Trinidad se convirtió en la más alta; era sólo cinco metros más baja que el Campanario de Iván el Grande. Al mismo tiempo, se colocaron vigilantes en las torres y se colgaron las campanas de alarma.
Las torres, construidas con altas carpas decorativas, definieron la nueva imagen de Moscú, revivida después de la devastación total durante la época de la Inestabilidad. En 1680 el nuevo Kremlin fue encalado por primera vez. También se volvió blanca en los siglos XVIII y XIX, con la excepción de las torres Spasskaya, Nikolskaya y Trinidad en determinadas épocas. La última vez que se blanquearon las paredes fue a principios de la década de 1880, después de lo cual el Kremlin permaneció rojo. 

### SigloXVIII
A finales del siglo XVII, las paredes habían perdido muchos de sus techos y la protección contra las precipitaciones. A principios del siglo XVIII se quemaron los tejados originales de las murallas.  Esto dejó las paredes en un estado ruinoso y requirió de reparaciones frecuentes. El traslado de la capital a San Petersburgo también tuvo un impacto negativo en ellas: la atención de las autoridades hacia el Kremlin disminuyó. A Pedro I le apasionaba la construcción de una nueva capital y prohibió temporalmente la construcción en piedra en otras ciudades. 
Pedro I todavía tenía que fortalecer Moscú. El río Neglinnaya fue desviado del muro occidental, y en 1702, en la parte quemada entre las torres Trinidad y Sobakina, comenzó la construcción del Arsenal (Tseichhaus),  que se completó en 1736. Para construirlo se desmontó parte de la muralla y posteriormente se restauró. 
Durante la Gran guerra del Norte, Pedro I, temiendo que las tropas de Carlos XII de Suecia invadieran Moscú, en 1707 ordenó la construcción de bastiones alrededor de la ciudad y las zanjas que habían sido drenadas en el siglo XVII se rellenaron con agua, aunque no fue necesario utilizar fortificaciones ya que el ejército ruso derrotó a los suecos cerca de Poltava.
Por orden del zar, se llevaron a cabo pequeñas modernizaciones de la muralla, se crearon puentes para cañones en algunas torres, se construyeron troneras en las murallas y se redujo la altura de las almenas. En 1722, Pedro I envió una orden al Colegio Militar para reparar las torres del Kremlin a lo largo del río Moscova. El arquitecto Christopher Kondrat comprobó el estado de la torre Vodovzvodnaya que resultó estar medio deteriorada y con los cimientos podridos, así que propuso demolerlo y reconstruirlo.
En 1731, el senado exigió a la Gobernación de Moscú que comprobara el estado de las paredes y anotara la cantidad de material de construcción para las reparaciones. En el inventario elaborado por el arquitecto Ivan Mordvinov se dedica una parte importante a describir las ruinas de Kitai-Gorod y la Ciudad Blanca. El coste total de las obras propuestas fue de 531.011 rublos. El gobierno no pudo asignar tal cantidad, por lo que se realizaron reparaciones en las partes más deterioradas y dañadas del muro. En 1740, las principales torres del Kremlin habían sido reparadas, pero el resto siguió deteriorándose. Las reparaciones llevaron mucho tiempo, ya que de 1741 a 1749 hubo una larga correspondencia entre el senado y la cancillería provincial de Moscú sobre su necesidad. En agosto de 1750, se repararon todas las torres, excepto Spasskaya y Troitskaya que fueron restauradas dos años después y, en el otoño del mismo año, se firmó un contrato con los contratistas, el campesino Nikifor Sezemov y el cochero Alexei Kholshchevikov, para corregir los husillos del Kremlin. Durante las obras se repararon muchas torres y casi todos los muros que se encontraban en estado ruinoso.
En 1767, por decreto de Catalina la Grande, los muros en ruinas comenzaron a ser desmantelados, y un año después la emperatriz creó la Expedición de Construcción del Kremlin y «le encomendó especial cuidado para mantener los edificios del Kremlin y mantenerlos fuertes y mejorados».
El arquitecto Vasili Bazhénov creó un proyecto y una maqueta a gran escala del futuro palacio del Kremlin, que nunca se realizó. Bazhenov se propuso renovar el aspecto de la ciudad en ruinas. De acuerdo con la estética del clasicismo predominante en aquellos años, se suponía que el palacio ocuparía por completo el territorio ribereño del Kremlin. Para ello, en 1770, se desmanteló la muralla del Kremlin a lo largo del río con la Puerta Tainitsky, Petrovskaya, la Primera y la Segunda Torre Sin Nombre. Bazhenov necesitaba el pasaje para construir una amplia y gran escalera hacia el río Moscú.
La ceremonia de inauguración del nuevo palacio tuvo lugar el 1 de junio de 1773. Pero pronto la emperatriz perdió interés en la construcción: quedó claro que no era práctico. Catalina abogó por conservar el aspecto antiguo de la Torre Vodovzvodnaya y en 1774 se detuvo la construcción del palacio. Quizás Catalina no se atrevió a continuar con el proyecto, ya que las antiguas catedrales del Kremlin estaban inclinadas debido al pozo excavado. Ella ordenó la restauración de la muralla sur de la fortaleza y las torres desmanteladas a lo largo del río Moscú.Desde entonces, ha persistido una inconsistencia en el muro del Kremlin entre las torres de la Anunciación y Tainitskaya: los constructores restauraron los muros en ambos lados y cometieron un error en los cálculos detrás de la torre Tainitskaya en 40 cm.

### SigloXIX
El 2 de septiembre de 1812, Moscú fue capturada por el ejército de Napoleón. El 3 de septiembre, huyó del Kremlin para escapar del incendio  y ordenó que minaran y volaran los edificios del Kremlin. La mayoría de las cargas no funcionaron, pero el bombardeo del Kremlin por parte de los franceses causó graves daños a las murallas, las murallas a lo largo de Neglinnaya sufrieron especialmente daños: las torres Arsenal, Vodovzvodnaya, Petrovskaya y First Nameless volaron, la torre Corner Arsenal y las ampliaciones del campanario de Iván el Grande sufrieron graves daños, el edificio del Senado resultó parcialmente dañado.  La torre Spasskaya se salvó de una explosión gracias a una lluvia torrencial que apagó el cordón en llamas. 
Entre 1817 y 1822 se llevaron a cabo reparaciones y restauraciones. A la apariencia exterior de las torres Borovitskaya y Vodovzvodnaya se agregaron detalles decorativos pseudogóticos. La restauración estuvo a cargo del arquitecto Fyodor Sokolov. Varias torres fueron reconstruidas según los diseños y bajo la supervisión de Osip Bové: durante la reconstrucción de la Plaza Roja, le dio a la Torre Nikolskaya un aspecto gótico. Aunque el tesoro estatal se agotó por los gastos militares, Alejandro I asignó mucho dinero para reparaciones. Se habló de la rápida restauración de Moscú como de su tercer fundamento. En primer lugar, se restauró el Kremlin, luego torres, murallas, palacios y catedrales. En la obra participaron los arquitectos Osip Bové, Carlo Rossi y Domenico Gilardi. Fueron necesarios más de 20 años para reparar las consecuencias de la explosión.
En 1866-1870, los arquitectos Nikolai Shokhin, Pyotr Gerasimov y Fyodor Richter llevaron a cabo la restauración de las murallas y las torres. Intentaron dar a los edificios su apariencia original, pero muchos detalles auténticos se perdieron y fueron reemplazados por copias inexactas. 

### SigloXX
En octubre-noviembre de 1917, durante la  Revolución de Octubre el territorio del Kremlin resultó gravemente dañado por los bombardeos de artillería de las tropas revolucionarias, que dañaron gravemente las murallas, la torre Spasskaya y el reloj, así como las torres Nikolskaya y Beklemishevskaya. Casi todas las iglesias en el territorio del Kremlin, el castillo de Maly Nikolaevsky sufrieron grandes daños. La restauración de las murallas y torres se llevó a cabo en 1918-1919 bajo la dirección del arquitecto Nikolai Markovnikov. En el trabajo participaron Ilya Bondarenko, Ivan Rylsky y Dmitry Sukhov. 
A mediados de la década de 1920, se demolieron las capillas de los iconos de la puerta cerca de las torres Spasskaya, Nikolskaya y Borovitskaya. En 1931-1936 se llevó a cabo un examen y restauración parcial de las paredes. En vísperas del 18.º aniversario de la Revolución de Octubre el Consejo de Comisarios del Pueblo de la URSS y el Comité Central del Partido decidieron retirar las águilas de las torres Spasskaya, Nikolskaya, Borovitskaya, Trinity, de la muralla del Kremlin y del edificio del Museo Histórico el 7 de noviembre de 1935, y en su lugar instaló una estrella de cinco puntas con una hoz y un martillo en las torres. Las estrellas del Kremlin estaban hechas de metal y doradas. En el centro de cada estrella, se fijó un emblema a ambos lados: una hoz y un martillo. Estaba formado por miles de gemas de los Urales: amatistas, aguamarinas y rubíes. Las primeras estrellas resultaron fallidas y demasiado grandes. Pesaban lo mismo que los modernos, pero estaban hechos de metal fino y comenzaron a oxidarse y las gemas comenzaron a desmoronarse. En 1937 fueron reemplazadas por estrellas hechas de vidrio de rubí de la planta Avtosteklo de Dombás. La estrella de rubí se instaló por primera vez en la torre Vodovzvodnaya.
Al comienzo de la Segunda Guerra Mundial, por orden personal de Adolf Hitler, se formó un batallón especial de ingenieros, que se suponía que volaría el Kremlin. En junio de 1941, el comandante del Kremlin, el general de división Nikolai Spiridonov, propuso volver a pintar las paredes y torres del Kremlin con fines de camuflaje . El proyecto fue desarrollado por el grupo del académico Borís Iofán. Las estrellas del Kremlin en las torres fueron apagadas y luego cubiertas con escudos de madera contrachapada. Para el camuflaje se utilizaron imitaciones planas y decoración volumétrica: se pintaron paredes de casas y agujeros negros en las ventanas sobre las paredes blancas de los edificios, se construyeron calles artificiales en la Plaza Roja y el Mausoleo de Lenin vacío se cubrió con una tapa de madera contrachapada que representa una casa.  El Kremlin «desapareció» y los ataques aéreos alemanes no causaron muchos daños. Durante toda la guerra, el Kremlin de Moscú fue bombardeado ocho veces; se lanzaron sobre él 18 bombas altamente explosivas que pesaban entre 50 y 500 kg y alrededor de cien bombas incendiarias. Una bomba incendiaria que pesaba 25 kilogramos cayó en la zona de la Torre del Comandante, pero la mezcla inflamable no tuvo tiempo de encenderse.
En 1946-1950 se llevaron a cabo trabajos de investigación, medición y restauración de torres y muros del Kremlin, y la restauración propiamente dicha duró de 1946 a 1953. En el transcurso de los trabajos se limpiaron y repararon los cordones de los muros, se restauraron aspilleras y parapetos. Para la reconstrucción de muros y torres de ladrillo, se fabricaron ladrillos y tejas especiales en la fábrica de ladrillos Kuchinsky, cerca de Moscú, y en la fábrica de ladrillos Cesis, cerca de Riga, siguiendo patrones antiguos. La piedra blanca se extraía en la cantera de Miachkovo para la fabricación de piezas de piedra blanca. Las torres Spasskaya, Troitskaya y Nabatnaya con grietas en los muros de mampostería se reforzaron con tirantes de acero. Se fabricó un tejado de cobre parecido a una teja para cubrir las carpas de las torres Spasskaya y Trinidad, y se sustituyeron las viejas tejas de todas las torres, excepto de la Nikolskaya, y se instalaron veletas doradas de cobre y chimeneas ranuradas. En las torres del Arsenal de la Esquina y Beklemishev se restauraron las antiguas aspilleras en forma de hendidura, que en el siglo XVIII se habían convertido en amplias troneras, y se reparó el deteriorado revestimiento de ladrillo de los muros y torres y se limpió de polvo y hollín seculares. Sobre la plataforma corrida de los muros y las terrazas de las torres se hizo un revestimiento impermeabilizante especial. Por primera vez en los 500 años de existencia de las murallas y torres, se realizaron mediciones arquitectónicas y se elaboraron planos para el desarrollo de proyectos de restauración en 1972-1978. Cada ladrillo se inspeccionó, se pintó, se le aplicó un revestimiento hidrófugo, se reparó con virutas de ladrillo si era necesario o se sustituyó por uno nuevo hecho a medida.
Durante la construcción del monumento a la Tumba del Soldado Desconocido, parte de la capa superficial del muro entre las torres de la Esquina y el Arsenal Medio se cortó a una profundidad de un metro y se volvió a colocar para crear una superficie monótona en color y textura, como fondo del monumento. En 1996-2000 se llevó a cabo otra restauración de las murallas y torres del Kremlin.

## SigloXXI
Según el Servicio Federal de Protección, periódicamente se realizan trabajos de restauración en diferentes zonas y se monitorea constantemente el estado de los dientes. En 2015 se inició la mayor restauración de los últimos tiempos. Se repararon elementos decorativos de ladrillo y piedra blanca en un tramo de 500 metros. Algunos ladrillos fueron reemplazados por otros nuevos, fabricados con los mismos materiales y utilizando tecnología antigua. Realizamos trabajos de impermeabilización. Por primera vez en 150 años, se restauró la torre Trinidad. En 2016 se llevaron a cabo trabajos de restauración en un tramo de muro de 500 metros.
Como parte de la restauración, se actualizó la Torre Borovitskaya y se hicieron preparativos para preservar tres escudos de armas únicos en relieve de piedra blanca en sus esquinas exteriores. Uno de ellos es el escudo de armas más antiguo conocido del Estado de Moscú de la época de Iván III, instalado durante la construcción de la torre en 1490. Está previsto restaurar el dibujo eliminado y transferirlo para su almacenamiento en el Museo del Kremlin de Moscú y hacer una copia para la Torre Borovitskaya. En agosto de 2017, el comandante del Kremlim, Sergei Khlebnikov, anunció un plan para restaurar todas las torres y murallas del Kremlin durante los próximos dos o tres años. Actualmente se están arreglando desagües e impermeabilizaciones y se está restaurando el revestimiento de las paredes.
Los muros del Kremlin se estudian utilizando métodos no destructivos, por ejemplo, mediante georradares y pozos geofísicos. Durante las excavaciones se encontraron pilotes de madera que los antiguos constructores utilizaban para compactar el suelo. También durante este período se estudiaron por primera vez los cimientos de los muros. Resultó que la profundidad de los cimientos alcanza entre 7 y 11 metros, en él se encontraron trozos de granito, presumiblemente de Valdái.
La orquesta presidencial ensaya en la Torre de la Trinidad; las otras torres de la muralla del Kremlin no son aptas para la vida: están frías, sin calefacción ni agua corriente. Algunas torres se utilizaron en la antigüedad para almacenar archivos estatales. 

## Torres del Kremlin
- Tainitskaya (Sviblova) (1485)
- Primera Sin Nombre (década de 1480)
- Segunda Sin Nombre (década de 1480)
- Petrovskaya (Ugreshskaya) (década de 1480)
- Moskvoretskaya (Beklemishevskaya) (1488)
- Vodovzvodnaya (1488)
- Anunciación (Petrovskaya) (1487-1488)
- Borovitskaya (Predtechenskaya) (1490)
- Constantino-Eleninskaya (Timofeevskaya) (1490)
- Spasskaya (Frolovskaya) (1491)
- Nikolskaya (1491)
- Senado (1491)
- Esquina de Arsenal (Sobakina) (1492)
- Trinidad (1495)
- Armería (caballerizas) (1493-1495)
- Arsenal media (facetado) (1493-1495)
- Alarma (1495)
- Del comandante (Kolymazhnaya) (1495)
- Kutafiya (1516)
- Del zar (década de 1680)

## Necrópolis
Una sección del muro que domina la parte norte de la Plaza Roja sirve como columbario para urnas con las cenizas de figuras del movimiento comunista y de la URSS. Además, el terreno a lo largo de esta sección del muro se utiliza para entierros.
Los primeros entierros aparecieron en la plaza central en 1917 y marcaron el comienzo de la fundación de la principal necrópolis de Moscú. Aunque en la época zarista había quince pequeños cementerios a lo largo de la muralla del Kremlin, justo entre las puertas Spassky y Nikolsky, según el número de iglesias allí ubicadas, en aquella época se enterraba a gente corriente cerca de la muralla. En 1552, el zar Iván el Terrible, boyardos y asociados asistieron al solemne funeral del santo Basilio el Bendito en el cementerio de la iglesia de la Santísima Trinidad sobre el foso del Kremlin. Desde 1554 se encuentra en este lugar un templo que lleva su nombre. 
Desde la época de la Perestroika, la cuestión de trasladar la necrópolis a otro lugar se ha planteado periódicamente por razones políticas, religiosas y de otro tipo. Una necrópolis moderna no puede trasladarse a otro lugar debido a las fosas comunes: según la ley rusa, está prohibido tocar los restos sin el permiso de los familiares, a quienes en algunos casos no es posible encontrar.